# Olivier Chauzu
Olivier Chauzu (18 décembre 1963) est un pianiste concertiste franco-espagnol.

## Biographie
Il étudie au conservatoire national de région de Bordeaux, puis au Conservatoire national supérieur de musique de Paris dans la classe de Gabriel Tacchino, puis Théodore Paraskivesco, ainsi que Jean-Claude Pennetier et Christian Ivaldi. Ses deux premiers prix en poche (de piano et de musique de chambre) il suit le cycle de perfectionnement, travaille avec Dimitri Bashkirov, Leon Fleisher et commence à se produire en concerts en France et à l'étranger. Il part au Canada étudier au Banff Centre avec György Sebök, Paul Badura-Skoda, Anton Kuerti. Le concours international Yvonne Lefébure suivi d'un prix au concours international Maria Canals le fait immédiatement connaître comme un interprète de Debussy (« Beaucoup mieux qu'un bon pianiste, un vrai musicien », dit Gérard Gefen dans La Lettre du musicien nº 93). 
Il obtient un doctorat de littérature espagnole à l’Université de Pau et des Pays de l'Adour dont il participe au laboratoire de langues romanes, et donne fréquemment en concert Goyescas de Enrique Granados et  la suite Iberia de Isaac Albéniz, pour laquelle il obtient le Diapason d'or sous le label Calliope (Harmonia Mundi). Suivent l'intégrale de la musique pour piano de Paul Dukas, dont la grande sonate en mi bémol mineur, plusieurs enregistrements de Schumann  sous Calliope et Naxos et de Beethoven. Engagé dans la création contemporaine, il enregistre aussi les cinq regards pour piano de Philippe Forget et les trios de Lucien Guérinel. Il crée à Toronto (Canada) Fragments de soleil de Philippe Forget, ainsi que les Poèmes de Pablo Neruda de Omar Daniel. Un enregistrement de l'intégrale de la musique pour piano de Samazeuilh sous le label Naxos lui octroie une Choc du mensuel Classica. 
Qualifié comme "maître des couleurs" (Le Monde), il a joué avec l'Orchestre philharmonique de Calgary, l'Orchestre philharmonique de Mexico avec Marco Parisotto, l'Orchestre philharmonique de Saint-Pétersbourg, l’Orchestre symphonique et lyrique de Nancy avec Jérôme Kaltenbach, la Cappella istropolitana de Bratislava avec Christian Benda, avec Michel Tabachnik, l'Orchestre Philharmonique de Jalisco (Mexique), la Philharmonia of London, l'Orchestre Régional Bayonne-Côte Basque et se produit avec Raphaël Perraud, Pierre Amoyal, Staffan Mårtensson, Roland Daugareil, Nicholas Angelich, François Leleux, Jean-Pierre Armengaud, avec qui il signe sous le label Naxos l'intégrale de l'œuvre pour quatre mains de Debussy. Il parcourt le monde, Espagne, France, Portugal, République tchèque, Suède, Allemagne, Amérique, Moyen et Extrême-Orient.
Son répertoire, très éclectique, de Bach à la musique contemporaine, comprend en outre les 2e et 3e concertos de Rachmaninov, les 2e et 3e de Prokoviev, le 2e de Bartok, les deux concertos de Chopin, les deux de Liszt, les deux de Brahms, les deux de Ravel, le concerto de Schumann, les cinq de Beethoven.
Polyglotte, il sait le français, l'espagnol, le basque, le grec moderne, l'anglais, l'allemand et l'italien. 

## Discographie
- Albéniz, Iberia (2CD Calliope CAL 9398.9)[1],[2] (OCLC 703227029)
- Dukas, Intégrale de l'œuvre pour piano : Sonate, Variations Interlude et Finale, Prélude élégiaque, La plainte, au loin, du faune (, Calliope)[3]
- Schumann, Toccata, Davidsbündlertänze, Humoreske (, Calliope)[4]
- Beethoven, Sonates opus 101 et 106 (Calliope)[5],[6]
- Schumann, Sonates pour piano (2013, Azur Classical) (OCLC 1010379443)
- Samazeuilh, L'Œuvre pour piano (21-23 février 2014, Grand Piano) (OCLC 905239537)
- Debussy, Musique pour piano à quatre mains vol.1 - avec Jean-Pierre Armengaud (mars/juillet 2012, Naxos 8.572979)[7]
- Debussy, Musique pour piano à quatre mains vol.2 - avec Jean-Pierre Armengaud (novembre 2016, Naxos 8.573463) https://www.naxos.com/CatalogueDetail/?id=8.573463
- Chausson et Cras, Trios pour piano, violon, violoncelle - Trio des Aulnes : Jean-François Corvaisier, violon ; Laurent Lagarde, violoncelle ; Olivier Chauzu, piano (21-24 février 1998, Euromuses) (OCLC 44856170)
- Mendelssohn, Trios pour piano, violon, violoncelle - Trio des Aulnes (Euromuses)
- Guérinel, Trios nº1 et 2 (Integral Classic)[8] (OCLC 822816728)
- Forget, Musique de chambre : Canaa et Cinq regards pour piano (27 juin 2008, Anima Records ANM/090600001)[9] (OCLC 762384789)
- Schumann, Variations sur un thème de Beethoven, Geistervariationen, Variations sur un thème de Schubert (15 mai 2015, Naxos 8.573540)[10]
- Kalomíris, L'Œuvre pour piano (2-3 novembre 2016, Grand Piano)[11] (OCLC 1015234341)